# جويل إيستاي
جويل إيستاي (بالإسبانية: Joel Estay)‏ هو لاعب كرة قدم تشيلي في مركز الهجوم، ولد في 12 مارس 1978 في كابيلدو في تشيلي. لعب مع إيفرتون دي فينا ديل مار ولاسيرينا ونادي أونيفرسيداد كاتوليكا ونادي بالستينو.

## وصلات خارجية
- جويل إيستاي على موقع قاعدة بيانات كرة القدم.إي يو (الإنجليزية)
- جويل إيستاي على موقع Soccerway.com (الإنجليزية)
- جويل إيستاي على موقع عالم كرة القدم.نت (الإنجليزية)
- جويل إيستاي على موقع AS.com (الإسبانية)